# Spector (azienda)
La Spector è un'azienda statunitense che produce bassi elettrici e, da pochi anni, chitarre. Il titolare e fondatore dell'azienda è Stuart Spector, un liutaio autodidatta.
La Spector produce bassi elettrici di diverso livello e costo, sia artigianali sia di produzione industriale, in USA, Europa e Asia.

## Storia
L'attività dell'azienda comincia nel 1974, ma fu nel 1977 che la Spector compì un deciso saltò di qualità: uno sconosciuto disegnatore di sedie, Ned Steinberger, divenuto in seguito uno dei nomi più celebri della liuteria moderna, progetta il design ergonomico del modello NS. L'azienda e le nuove idee di Steinberger raccolgono successi, e Stuart Spector comincia a farsi affiancare da personale qualificato: basti pensare che il primo dipendente della Spector fu un giovane Vinnie Fodera, che diverrà a suo volta un celebre costruttore di bassi elettrici, i Fodera.
Il successo è tale da attirare l'attenzione di una grossa azienda del settore, la "Kramer Musical Instruments", che acquisisce la società; la pessima conduzione aziendale dei nuovi proprietari porta però in pochi anni al fallimento della società.
Stuart Spector, di fatto estromesso dalla società da lui fondata, continua a costruire bassi sotto il marchio "Stuart Spector Designs" (SSD), conducendo contemporaneamente una battaglia legale infine vittoriosa: nel 1998 acquisisce nuovamente i diritti sul marchio originale.
Nel 2015 la distribuzione in USA e Canada è affidata alla Korg USA che, nel 2019, con l'annuncio dell'oramai prossimo pensionamento del fondatore, acquista da quest'ultimo l'azienda a la trasforma nella Stuart Spector Design, LTD.
La Spector ha una produzione differenziata: gli strumenti di più alto livello sono prodotti artigianalmente nella sede dell'azienda, a Woodstock, stato di New York, negli USA: bassi elettrici 4, 5, 6 corde, neck-thru, bolt-on, fretted/fretless, le opzioni si sprecano.
Segue per importanza la serie europea, simile per qualità ma a prezzi più contenuti, frutto anche di una più limitata gamma di opzioni ma comunque prodotta con gli stessi legni dei modelli americani; la lavorazione avviene in Repubblica Ceca in una azienda scelta fin dal 1987.
Le serie più economiche sono prodotte su licenza in Asia.
L'acquisto da parte della Korg ha portato ad un rinnovamento del catalogo con nuovi modelli e nuove combinazioni di opzioni precedentemente non esistenti.

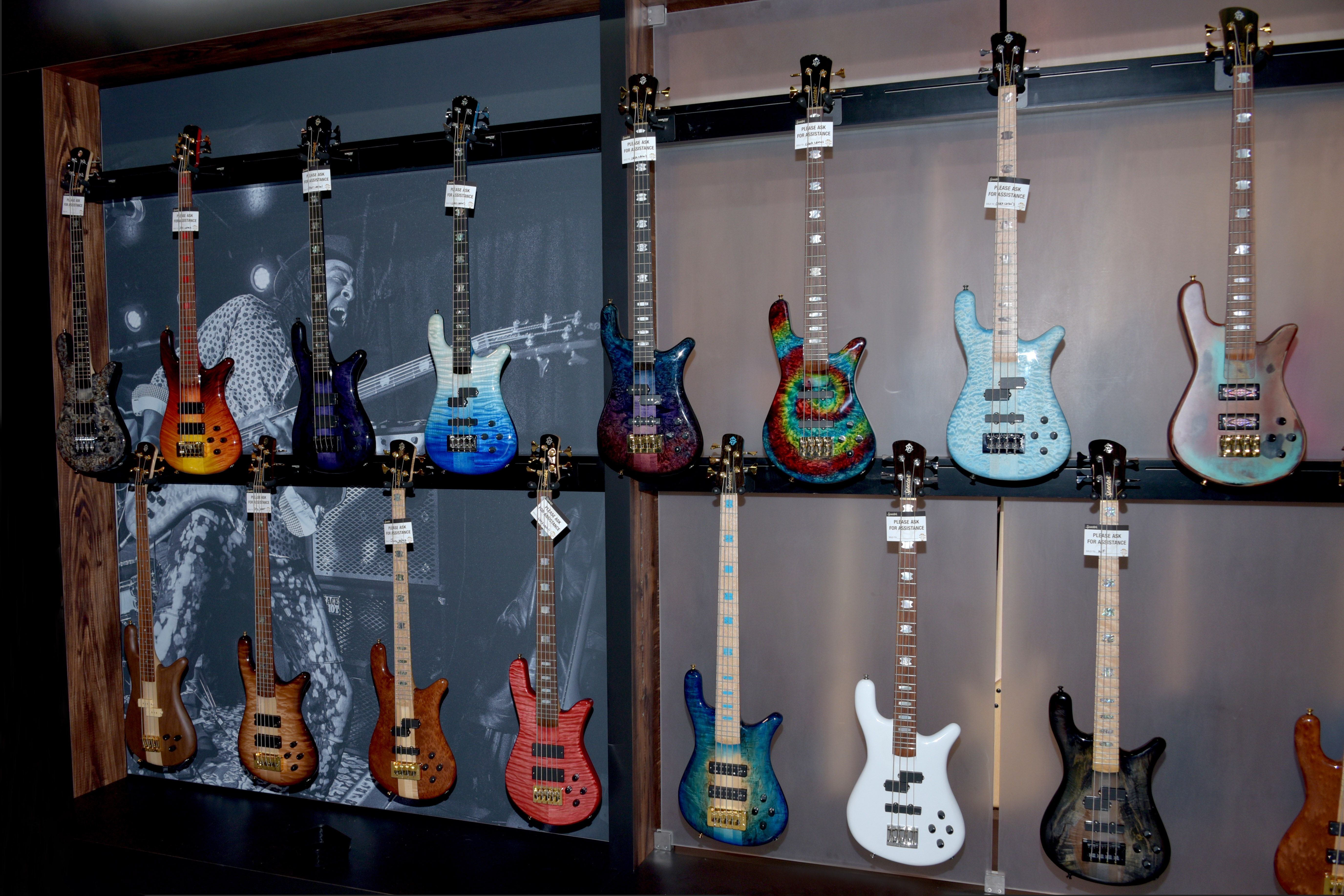
Bassi Spector alla fiera NAMM del 2020